# Guillaume de Berneville
Guillaume de Berneville fue un poeta anglo-normando de la segunda mitad del siglo XII.
Guillaume de Berneville fue un clérigo cuya familia era originaria de Berneville, cuya obra más conocida es la Via de san Gil cuya redacción se remonta a los alrededores de 1150, según su biografía en latín, la Vita sancti Egidii. A partir del original, Guillaume proporciona un relato detallado, dramático y pintoresco de la vida del santo en el que cualquier incidente sirve de excusa para desarrollar descripciones abundantes y sorprendentes. Los sentimientos del santo se expresan en largos monólogos plagados de ingenuidad, verdad y fineza. Las relaciones entre los diversos personajes se transmiten a través de diálogos vivos y ocurrentes. Sus escritos permiten reconstruir elementos de su época, como el desarrollo de las cacerías reales, la organización de los monasterios, la construcción de barcos en el siglo XII y las maniobras de sus marineros o la composición de una carga de ricas mercancías orientales. Podemos escuchar los discursos de los príncipes, de los caballeros, de los monjes, de la gente modesta o las intervenciones de los niños de las ciudades que muestran el gusto que el autor experimentaba hacia el lenguaje familiar.